# 朱鮪
朱 鮪（しゅ い、生没年不詳）は、新代から後漢時代初期にかけての政治家・武将。兗州淮陽郡の人。

## 事跡

### 緑林軍時代
| 姓名           | 朱鮪                                                                                          |
| 時代           | 新 - 後漢時代                                                                                 |
| 生没年         | 〔不詳〕                                                                                      |
| 字・別号       | 〔不詳〕                                                                                      |
| 本貫・出身地等 | 兗州淮陽郡                                                                                    |
| 職官           | 〔緑林軍部将〕→〔新市軍部将〕 →大司馬〔更始〕→左大司馬〔更始〕 →平狄将軍〔後漢〕→少府〔後漢〕 |
| 爵位・号等     | 膠東王〔更始、辞退〕→扶溝侯〔後漢〕                                                           |
| 陣営・所属等   | 王匡→更始帝→光武帝                                                                            |
| 家族・一族     | 〔不詳〕                                                                                      |

当初は、緑林軍の別働隊を率いる部将だった。地皇3年（22年）、疫病で緑林軍が分散を余儀なくされると、朱鮪は王匡・王鳳・馬武らに従い、南陽へ入って新市軍を号し、将軍を自称した。

### 更始政権での活躍
更始元年（23年）2月、劉玄が更始帝として即位すると、朱鮪は大司馬に任命された。同年6月の宛攻略等で名声を高める劉縯（劉秀の兄）に危機感を抱いた朱鮪は、李軼らと謀り、劉縯とその部将の劉稷を誅殺した。また、劉秀が河北鎮撫に向かうことについて、朱鮪はこれに反対したが、更始帝は、大司徒劉賜らの勧めもあって、劉秀を河北に送り出している。
その後、朱鮪は故郷の淮陽に籠る王莽配下の揚州牧李聖を攻め滅ぼし、同年9月には更始帝軍により王莽が滅亡した。更始2年（24年）2月に更始帝が長安に遷都すると、李松・趙萌が功臣を王に封じるよう建議したが、朱鮪は劉氏以外の者を王に封じるべきではないと反対した。しかし、更始帝は結局功臣たちを王に封じ、朱鮪も膠東王に封じられたが、あくまでも辞退している。これにより更始帝の不興と不信を買った朱鮪は、左大司馬に遷され、同時に劉賜が前大司馬、趙萌が右大司馬に任命された。すなわち、大司馬の権限を三分割されたのである。

### 洛陽での抵抗と降伏
その後、朱鮪は舞陰王李軼・廩丘王田立・白虎公陳僑・河南太守武勃と共に、30万の兵と号して洛陽に駐屯した。しかし、この頃から、朱鮪と李軼は更始帝に従わずに独自の行動をとるようになる。
一方、河北を統一した劉秀の部将の馮異は李軼の籠絡工作を行ってこれに成功した。ところが劉秀は故意に李軼の手紙を公開したため、朱鮪はそれを知り怒って李軼を殺害し、李軼の部下らも劉秀に投降した。更始3年（25年）春、朱鮪は討難将軍蘇茂に温を攻撃させ、自身も平陰を攻めたが、劉秀の部将の馮異・寇恂に撃破され、部将の賈彊を喪失する。朱鮪は洛陽へ退却した。同年3月、丞相李松と合流して赤眉軍と戦ったが、これも大敗した。
建武元年（25年）7月、光武帝（劉秀）の部将の呉漢が11人の将軍を率いて洛陽の朱鮪を包囲したが、なかなか陥落させることができなかった。そこで光武帝は、かつて朱鮪の部将だった岑彭に命じて、朱鮪に降伏するよう勧めた。「かつて劉縯を殺した以上、最早降ることはできない」と朱鮪は答えたが、岑彭は光武帝から助命の確約を得てさらに説得し、ついに朱鮪は降伏を承知する。「私が戻らなかったら、郾王尹尊に降れ」と部下に言い置き、朱鮪は自らを縛して光武帝に降った。光武帝は縄を解いて朱鮪を礼遇している。こうして建武元年9月、洛陽は開城された。
降伏した朱鮪は、光武帝から平狄将軍に任命され、扶溝侯に封じられた。後に少府に任命され、子孫も存続している。